# Privatisering
Privatisering is het proces waarbij de eigendom van bedrijven en diensten overgaat van overheid naar de particuliere sector. Daarbij wordt publiek eigendom (zoals een staatsbedrijf) in particuliere handen gebracht.
Privatisering werd gestimuleerd door de ideologie achter de Washington-consensus. Het is sinds de jaren tachtig van de twintigste eeuw met wisselend succes toegepast in vrijwel de gehele Westerse wereld.
In Nederland werden zo onder meer busmaatschappijen, energiebedrijven, en de postbank, posterijen en telefonie (PTT) geprivatiseerd.
Verzelfstandiging is een minder vergaand proces waarbij een overheidsbedrijf wordt omgevormd in een zelfstandig publiekrechtelijk of privaatrechtelijk bedrijf, maar waarbij de overheid de meerderheid van de aandelen in handen houdt. Verzelfstandiging kan een eerste stap zijn op weg naar privatisering.
Het tegenovergestelde van privatisering is nationalisering, waarbij de staat privé-bedrijven opkoopt of opeist. Er kan dan een wettelijk monopolie worden ingesteld wanneer een bedrijfstak is genationaliseerd. In beide gevallen wordt er vaak een beroep gedaan op het algemeen belang.
Privatisering in Rusland heeft een versterking van de inkomensongelijkheid tot gevolg gehad in dat land.
Een grootschalig onderzoek van het Transnational Institute (TNI) uit 2017 concludeerde dat de privatiseringsgolf aan het omslaan is in renationalisatie vanwege tegenvallende prestaties op verschillende vlakken van geprivatiseerde bedrijven. ProRail is hiervan een voorbeeld in Nederland. Het onderzoek geeft een overzicht van 835 renationalisatieprojecten van lokale overheidsdiensten in meer dan 1600 steden verspreid over 45 landen.

## Argumenten voor privatisering
Het argument voor privatisering is dat private bedrijven met elkaar moeten concurreren om de gunst van de consument. Het idee daarachter is dat ondernemingen veel beter in staat zijn de wensen van burgers in te schatten dan de overheid dat kan. Concurrentie dwingt ondernemers ook op de kosten te letten en te innoveren. Bovendien betaalt de belastingbetaler niet meer mee aan een slecht functionerend of verlieslijdend bedrijf. De burger kan zijn consumentenmacht uitoefenen op het bedrijf. Als blijkbaar niet genoeg consumenten gebruik willen maken van de producten of diensten ervan, om wat voor reden dan ook, kan het niet voortbestaan en zal het verdwijnen.

## Argumenten tegen privatisering
Tegenstanders zien als nadelen van privatisering:
- Werknemers van organisaties die geprivatiseerd worden kunnen de dupe worden als arbeidsvoorwaarden worden uitgekleed en werkgelegenheid onder druk komt te staan.
- De afnemer van de door de geprivatiseerde organisatie geleverde diensten, de burger of consument, zou nadelen kunnen ondervinden. Als organisaties worden geprivatiseerd in sectoren waar geen of te weinig marktwerking bestaat, ontstaat te weinig concurrentie of ontstaat een monopolie, waardoor de prijs van het product niet daalt maar juist kan stijgen. Daarnaast zou in sommige sectoren een winstoogmerk ten koste gaan van de benodigde service die verleend dient te worden aan de burger. Geprivatiseerde bedrijven zouden besparen op secundaire zaken, waardoor de totale dienstverlening zou afnemen. Daarnaast bestaat er de kans dat diensten zoals onrendabele spoorlijnen, die niet meer winstgevend zijn maar wel van nut voor het algemeen belang, niet meer geleverd worden.
- Ook stellen tegenstanders dat de overheid in sommige sectoren een rol moet spelen. Zij vinden dat producten als water en energie (maar meestal niet voedsel) door de overheid geleverd moeten worden omdat het basisbehoeften zijn.
- De kans bestaat dat door kartelvorming en consolidaties er een schijn-vrije markt ontstaat, waardoor het belangrijkste voordeel vervalt, en men uiteindelijk slechter af is.

## Parlementair onderzoek
De Eerste Kamer stelde in 2012 een parlementair onderzoek in naar privatisering en verzelfstandiging van overheidsdiensten in de periode 1990-2010. Het Parlementair onderzoek privatisering/verzelfstandiging overheidsdiensten en de kamerbehandeling vonden plaats in 2012. In 2014 volgde nog een debat over de Kabinetsreactie.